# Mleczaj karłowaty
Mleczaj karłowaty (Lactarius nanus J. Favre) – gatunek grzybów należący do rodziny gołąbkowatych (Russulaceae).

## Systematyka i nazewnictwo
Pozycja w klasyfikacji według Index Fungorum: Lactarius, Russulaceae, Russulales, Incertae sedis, Agaricomycetes, Agaricomycotina, Basidiomycota, Fungi.
Po raz pierwszy opisał go w 1955 r. Jules Favre i nadana przez niego nazwa naukowa jest aktualna. Polską nazwę nadała Alina Skirgiełło w 1988 r.

## Morfologia
Kapelusz
Średnica 1–3,5 cm, początkowo półkulisty, potem płaski z małym, ostrym garbkiem lub bez garbka. Powierzchnia matowa, początkowo brązowa z szarofioletowym odcieniem, potem brązowordzawa, bez strefowania. Brzeg delikatnie omszony, czasami z ciemnymi plamkami, podwinięty.
Blaszki
Dość gęste, przyrośnięte i nieco zbiegające, z międzyblaszkami, czasem rozwidlone, o barwie od ciemno cielistej do jasnopomarańczowej, po uszkodzeniu brązowieją.
Trzon
O wysokości 0,5–2 cm i grubości 0,2–0,6 cm, walcowaty. Powierzchnia nie lepka i nie śliska, brązowordzawa, górą oszroniona, na środku naga, u podstawy omszona.
Miąższ
Brązowordzawy, pod skórką kapelusza nieco brązowofioletowy,, bez wyraźnego zapachu. Mleczko wydziela się skąpo, jest białe i nie zmienia barwy na powietrzu, w smaku nieco piekące.
Wysyp zarodników
Biały.
Cechy mikroskopowe
Zarodniki owalne, 8–9,5 × 6,5–7,5, o powierzchni pokrytej brodawkami i licznymi łączącymi je listewkami tworzącymi nieregularną siatkę. Podstawki 40–41 × 10–11,5. Cheilocystydy dość liczne (20–)35–40(–55) x 6–8(–11), pleurocystyd brak, lub rzadsze.
Gatunki podobne
Barwą kapelusza podobny jest mleczaj sutkowaty (Lactarius mammosus). Można pomylić także z małymi okazami mleczaja szaroplamistego (Lactarius vietus), ale jego blaszki nie mają pomarańczowego odcienia.

## Występowanie i siedlisko
Znane są nieliczne jego stanowiska w Europie, Azji i Ameryce Północnej. W Polsce do 2003 r. jedyne stanowisko podał w 1978 r. S. Frejlak w Kotle Czarnego Stawu Gąsienicowego w Tatrach. W późniejszej literaturze mykologicznej brak nowych stanowisk. Nie znajduje się jednak w czerwonej księdze gatunków zagrożonych, zdaniem W. Wojewody jego częstość występowania i stopień zagrożenia nie są znane.
Naziemny grzyb mykoryzowy. W Polsce notowany na wysokości 1650 m n.p.m. wśród roślinek wierzby zielnej. W Alpach Szwajcarskich występuje na wysokości 2300–2650 m, czasami licznie, dochodząc do granicy wiecznego śniegu.